# 僕たちのプレイボール
『僕たちのプレイボール』（ぼくたちのプレイボール）は、2010年3月に発売された鬼塚忠の小説。またそれを原作とする2010年5月15日公開の日本映画。

## ストーリー
父・恒雄と母・加奈子と共にアメリカで暮らす柊球児は、現地のリトルリーグで父と同じピッチャーというポジションでプレーしていた。恒雄はプロ野球選手でかつて大リーガーだったが肩を壊し、マイナーリーグ降格を余儀なくされている。球児の将来を心配した加奈子は、再起をあきらめない恒雄をアメリカに残し、二人だけで日本に帰国することを決意。球児はチームメイトにして親友だったランディに、ペンシルベニア州のウィリアムスポートにて毎年開催されるリトルリーグ世界大会での再会を誓いながら別れた。
帰国後に球児は、転校先の同級生の岡島沙希と村田勇平の誘いで「東陽リトル」に入るが、野球の本場を知る球児にはこのチームが生ぬるく思え、それゆえチームメイト達やコーチ達と軋轢を起こしてしまう。だが沙希に連れて行かれた祭りで球児は、祭りに参加していたチームメイト達と一緒に神輿を担いだことを機に距離を縮める。あくる日の試合で球児は自ら失策を招いてしまい落ち込むが、次の回の特大ホームランで元気を取り戻す。試合こそ負けたが、チームとの絆はより深まって行く。

## 映画
リトルリーグ誕生70周年を記念して製作され、阪神・大リーグ・日本ハムと活躍してきた元プロ野球選手の新庄剛志がエグゼクティブ・プロデューサーを担当したことが話題になった。メガホンを取ったのは、映画プロデューサーでもある三村順一監督。

### 惹句
ひとりじゃない－仲間がいる
ピンチで気付いた、“信じる”こと

### スタッフ
- 監督：三村順一
- 製作：飯原伴光
- エグゼクティブ・プロデューサー：新庄剛志、竹村友里
- プロデューサー：川崎多津也、ヘイヨン・チョイ（米国）
- 協力プロデューサー：横田澄夫、相田英文、平川修治、五十嵐辰也、櫻木邦博
- 音楽プロデューサー：BanCou☆e!
- アソシエイトプロデューサー：速水真吾
- 音楽プロデュース：ハーツワークス
- 原作：「僕たちのプレイボール」鬼塚忠（幻冬舎刊）
- 脚本：太田龍馬、三村順一
- 撮影監督：瀬川龍
- 照明：岩崎豊
- 録音：西岡正巳
- 美術：山﨑輝
- 編集：金子数生
- 助監督：黒木浩介
- 制作担当：松野拓行
- 企画・制作：WJ
- 製作：「僕たちのプレイボール」製作委員会
- 制作協力：江東区、レハサフ、オフィスオーパ、オルタスジャパン、BRAIN、ベースボールアカデミー、トンボ学生服
- 配給：ゴー・シネマ

### キャスト

#### 柊家
- 柊球児 - 小原裕貴
- 柊恒雄 - 吉田栄作
- 柊加奈子 - 羽田美智子
- 野村春子 - 江波杏子

#### 岡島家
- 岡島沙希 - 沢木ルカ
- 岡島民子 - 原日出子
- 岡島茂 - 高田延彦

#### 東京東陽リトルリーグ
- 村田勇平 - 吉原拓弥
- 前田正道 - 中田晴大
- 野々村海 - 清水敬太
- 木村勝巳 - 新田優一
- 岩井卓也 - 鈴木佑弥
- 梶本康一 - 秋元龍太朗
- 仲西泰司 - 吉井克斗
- 岡村聡 - 小坂涼太郎
- 小山一平 - 萩原真治
- 原口和人 - 土屋シオン
- 篠原耕三 - ぜんじろう
- 坪倉健斗 - 吉井慎一（チング）
- 西山竜一 - 高須賀浩司（チング）
- 高橋光司 - 高橋光宏

#### その他
- 木村堅二（友情出演）
- ビル・ランディス（友情出演）
- オレステス・デストラーデ（友情出演）